# Shane Rose
Shane Rose (Sídney, 24 de abril de 1973) es un jinete australiano que compite en la modalidad de concurso completo.
Participó en tres Juegos Olímpicos de Verano, obteniendo tres medallas en la prueba por equipos, plata en Pekín 2008 (junto con Sonja Johnson, Lucinda Fredericks, Clayton Fredericks y Megan Jones), bronce en Río de Janeiro 2016 (con Stuart Tinney, Sam Griffiths y Christopher Burton) y plata en Tokio 2020 (con Kevin McNab y Andrew Hoy).

## Palmarés internacional
| Juegos Olímpicos | Juegos Olímpicos        | Juegos Olímpicos  | Juegos Olímpicos |
| Año              | Lugar                   | Medalla           | Categoría        |
| ---------------- | ----------------------- | ----------------- | ---------------- |
| 2008             | Hong Kong (China)       | Medalla de plata  | Por equipos      |
| 2016             | Río de Janeiro (Brasil) | Medalla de bronce | Por equipos      |
| 2020             | Tokio (Japón)           | Medalla de plata  | Por equipos      |